# Rhamnus ninglangensis
Rhamnus ninglangensis là một loài thực vật có hoa trong họ Táo. Loài này được Y.L. Chen mô tả khoa học đầu tiên năm 2007.